# Milwaukee Cyclecar Company
Milwaukee Cyclecar Company war ein US-amerikanischer Hersteller von Automobilen.

## Unternehmensgeschichte
Die Brüder Charles J. und Stanley Eigel sowie Samuel P. Carroll gründeten 1914 das Unternehmen. Der Sitz war in Milwaukee in Wisconsin. Die Produktion von Automobilen begann. In Anlehnung an Billiken wurden sie als Billiken vermarktet. Es gab Pläne, den Sitz nach De Pere in Wisconsin oder nach West Sacramento in Kalifornien zu verlegen, die jedoch nicht umgesetzt wurden. Im gleichen Jahr endete die Produktion. Die Anzahl hergestellter Fahrzeuge blieb gering.

## Fahrzeuge
Das einzige Modell wird als Cyclecar bezeichnet, obwohl es die Kriterien nicht erfüllt. Ein Vierzylindermotor mit 1600 cm³ Hubraum und 12 PS Leistung trieb über ein Umlaufrädergetriebe und eine Kardanwelle die Hinterachse an.